# Vierge à l'Enfant de Plufur
La Vierge à l'Enfant de église Saint-Florent à Plufur, une commune du département des Côtes-d'Armor dans la région Bretagne en France, est une sculpture créée au XVIe siècle. La Vierge à l'Enfant en bois polychrome est inscrite monument historique au titre d'objet le 4 juillet 1977. 